# Xã Duluth, Quận St. Louis, Minnesota
Xã Duluth (tiếng Anh: Duluth Township) là một xã thuộc quận St. Louis, tiểu bang Minnesota, Hoa Kỳ. Năm 2010, dân số của xã này là 1.941 người.